# کوشکا
کوشکا (به لاتین: Kushka) یک منطقهٔ مسکونی در افغانستان است که در ولایت بلخ واقع شده‌است.